# Leptodactylodon wildi
Leptodactylodon wildi är en groddjursart som beskrevs av Jean-Louis Amiet och Françoise Dowsett-Lemaire 2000. Leptodactylodon wildi ingår i släktet Leptodactylodon och familjen Arthroleptidae. IUCN kategoriserar arten globalt som starkt hotad. Inga underarter finns listade i Catalogue of Life.